# Long Island (Queensland)
Long Island of Longeiland is een eiland gelegen aan de oostkust van Australië (Queensland) en behoort tot de archipel van de Whitsundayeilanden.
Het eiland bestaat hoofdzakelijk uit een nationaal park met tropisch regenwoud. Op het eiland zijn drie accommodaties en er is de mogelijkheid tot kamperen bij de stranden. Tevens heeft het eiland diverse wandelpaden.
Begin 2011 zorgde zware regen en de orkaan Yasi voor veel schade op het eiland. De resorts waren enkele maanden gesloten. Als eerste ging het Long Island Resort open op 1 april 2011.